# ジョン・ランド
ジョン・ランド（John Rand、1871年11月19日 - 1940年1月25日）は、アメリカ合衆国の俳優。コネチカット州ニューヘイブン生まれ。主にチャールズ・チャップリンの喜劇映画で助演者として活躍した。警官やウエイターを演じることが多かった。

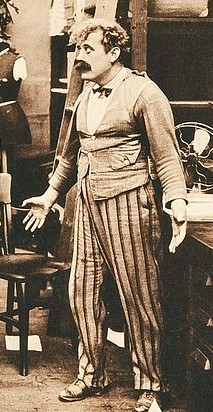
ジョン・ランド

## 出演作品
- チャップリンの船乗り生活（1915年） 船長
- チャップリンの掃除番（1915年） セールスマン
- チャップリンの寄席見物（1915年） 指揮者
- チャップリンのカルメン（1915年） 闘牛士エスカミーリョ
- チャップリンの悔悟（1915年） 警官
- チャップリンの替玉（1916年） 警官
- チャップリンの消防夫（1916年） 消防士
- チャップリンの放浪者（1916年） トランペット奏者・バンドリーダー（二役）
- チャップリンの伯爵（1916年） パーティーの訪問客
- チャップリンの番頭（1916年） 質屋の店員
- チャップリンの舞台裏（1916年） 大道具係
- チャップリンのスケート（1916年） ウエイター
- チャップリンの勇敢（1917年） 伝道所の訪問者・警官（二役）
- チャップリンの霊泉（1917年） 保養所の看護師・マッサージ師（二役）
- チャップリンの移民（1917年） 船員・無銭飲食の客（二役）
- チャップリンの冒険（1917年） 客
- 担へ銃（1918年） アメリカ兵
- のらくら（1921年） ゴルファー・訪問客（二役）
- 給料日（1922年） 労働者
- チャップリンの黄金狂時代（1925年） 鉱山師
- サーカス（1928年） 小道具係
- 街の灯（1931年） 葉巻を拾おうとした放浪者
- モダン・タイムス（1936年） ウエイター